# U sousedů vyje pes
U sousedů vyje pes je studiové album pražské hudební skupiny Psí vojáci. Obsahuje dvanáct skladeb, titulní píseň je věnována zemřelému Mejlovi Hlavsovi. Autorem všech textů, stejně jako kreseb na přebalu, je Filip Topol. Deska byla nahrána v červenci 2001 v brněnském studiu Audio Line a téhož roku vyšla. Na albu se nepodíleli žádní hosté, jen samotná trojice Psích vojáků.

## Seznam písní
1. Znaj se sví známí – 6:32
2. 2.2. – 4:00
3. O příměří – 9:25
4. O cestě – 3:05
5. Ty taky – 3:34
6. Malá smuteční hudba: I Adagio – Moderato – Adagio – 6:26
7. Malá smuteční hudba: II Largo – 3:17
8. U sousedů vyje pes – 0:34
9. O holubech a hře – 4:06
10. O rybníku, břehu a prstenu – 3:41
11. O noci – 6:17
12. Ráno snu – 2:48

## Složení
- Filip Topol – piano, zpěv, texty
- David Skála – bicí nástroje
- Luděk Horký – basová kytara, kytara